# Prionanthium
Prionanthium és un gènere de plantes de la família de les poàcies, ordre de les poals, subclasse de les commelínides, classe de les liliòpsides, divisió dels magnoliofitins.

## Taxonomia
(vegeu-ne una relació a Wikispecies)

## Sinònims
Chondrochlaena Kuntze, orth. var., 
Chondrolaena Nees, 
Prionachne Nees.